# هایپرپاپ
هایپرپاپ یک جنبش موسیقی الکترونیکی پراکنده و ریزژانر است که عمدتاً در اوایل دهه ۲۰۱۰ در بریتانیا سرچشمه گرفت. ویژگی آن یک برداشت ماکسیمالیسیتی یا اغراق‌آمیز از موسیقی عامه‌پسند است، و هنرمندان این ریزژانر معمولاً المان‌های پاپ و آوانگارد را ادغام و در عین حال از عناصری که معمولاً در موسیقی الکترونیک، هیپ هاپ و رقص یافت می‌شوند استفاده می‌کنند.
منشأ پیدایش هایپرپاپ از معمولاً به موسیقیدان انگلیسی ای.جی. کوک و لیبل و کالکتیو پی‌سی موزیک و هنرمندان مرتبط با آن مانند سوفی و چارلی ایکس‌سی‌ایکس ردیابی می‌شود. موسیقی مرتبط با این ریزژانر در اوت ۲۰۱۹ و زمانی که اسپاتیفای از اصطلاح «هایپرپاپ» به عنوان نام فهرست‌پخشی هنرمندانی مانند کوک و ۱۰۰ گکز استفاده کرد، توجه بیشتری را به خود جلب کرد. این ریزژانر از طریق سکوهای رسانه‌های اجتماعی، به‌ویژه تیک‌تاک، در بین مخاطبان جوان‌تر گسترش یافت.

## مشخصات
هایپرپاپ رویکردی اغراق‌آمیز، التقاطی و خودارجاعی به موسیقی پاپ را منعکس می‌کند و معمولاً از عناصری مانند ملودی‌های سینث بی‌پروا و خودتیون استفاده می‌کند. صداهای «کرم گوش‌وار» و فشرده‌سازی و دیستورشن بیش از حد، و همچنین ارجاعات فراواقعی یا نوستالژیک به فرهنگ اینترنت دهه ۲۰۰۰۰ و عصر وب ۲٫۰ از مشخصه‌های این سبک است. ویژگی‌های مشترک آن شامل آوازهایی است که به شدت پردازش شده‌اند، صداهای کوبه ای متالیک و ملودیک؛ سینت‌های تغیر گام داده شده؛ کورِس‌های جذاب؛ طول کوتاه آهنگ؛ و «زیبایی‌شناسی خفن و گوگولی» که با اشعار غم‌انگیز کنار هم قرار گرفته‌اند. مارک ریچاردسون، نویسنده وال استریت ژورنال این ژانر را تشدید کننده ویژگی‌های «مصنوعی» موسیقی عامه‌پسند توصیف کرد که منجر به ایجاد «دیواری کارتونی از نوفه‌ای می‌شود که آهنگ‌های جذاب و قلاب‌های به یاد ماندنی را در بر می‌گیرد. موسیقی با ترکیب ملودی‌های درخشان و سازهای به‌هم ریخته، بین زیبایی و زشتی در چرخش است.» جو ویتاگلیانو در مجله امریکن سانگرایتر، آن را به‌عنوان «یک ژانر —اگر حتی بتوان آن را «ژانر» نامید— هیجان‌انگیز، غم‌انگیز و شمایل‌شکن [...] توصیف کرد که شامل «سینث‌های مصنوعی، آوازهای خودتون شده، سازهای کوبه‌ای پر از گلیچ و یک فضای پادآرمان‌شهری سرمایه‌داری متاخر است.» هنرمندان این سبک اغلب «در نمودارهای موسیقی آوانگارد و پاپ به‌طور همزمان حضور دارند.»
به گفته الی انیس روزنامه‌نگار وایس، هایپرپاپ کمتر ریشه در تکنیک‌های موسیقی دارد و بیشتر «یک اتوس مشترک فراتر از از ژانر است، در حالی که هنوز در چارچوب پاپ قرار می‌گیرد». هنرمندان در این سبک منعکس کننده «تمایل به بازسازی سبک‌های موسیقی هستند که مدت هاست از مد خارج شده و دائماً به آنچه «باحال» یا هنرمندانه است یا نیست اشاره می‌کنند. این سبک ممکن است عناصری از طیف وسیعی از دیگر سبک‌ها، از جمله بابلگام، ترنس، یوروهاوس، رپ ایمو، نو متال، کلاود رپ، جی پاپ و کی پاپ را با هم ترکیب کند. آتلانتیک در مورد هایپرپاپ نوشت که این ریزژانر «دور می‌گیره تا ۴۰ ترانه برتر زمان حال و گذشته رو قاطی کنه: یک درام کوبیدن جانت جکسون در اینجا، یک تیکه از سینث دپش مود در آنجا و طنین بیش از حد خلاقانه در سرتاسرش و در عین حال ذوق و شوق وحشیانه پانک، فخرفروشی هیپ‌هاپ و سر و صدای متال رو داره.» برخی از ویژگی‌های سورئال و غیرواقعی این سبک از هیپ هاپ دهه ۲۰۱۰ نشأت می‌گیرد.
هایپرپاپ اغلب با جامعه لگبت+ و زیبایی‌شناسی عجیب و غریب مرتبط است. تعدادی از تمرین‌کنندگان کلیدی آن به‌عنوان همجنس‌گرا، ناباینری یا تراجنسیتی شناخته می‌شوند. تأکید این ریزژانر بر مدولاسیون آواز به هنرمندان این امکان را داده است که با بیان جنسیتی صدای خود آزمایش و بازی کنند. «دیجیکور» و «گلیچکور» سبک‌های معاصری با هایپرپاپ هستند که گاهی به دلیل همپوشانی هنرمندانشان در این ژانر ادغام می‌شوند.

## خاستگاه
اولین استفاده از از اصطلاح «هایپرپاپ» ظاهراً در اکتبر ۱۹۸۸ توسط دان شوی در مقاله‌ای در مورد گروه دریم‌پاپ اسکاتلندی کوکتو تویینز استفده شده و بیان داشت که انگلستان در دهه ۱۹۸۰ «پدیده‌های همزمان هایپرپاپ و آنتی پاپ را پرورش داده است.»

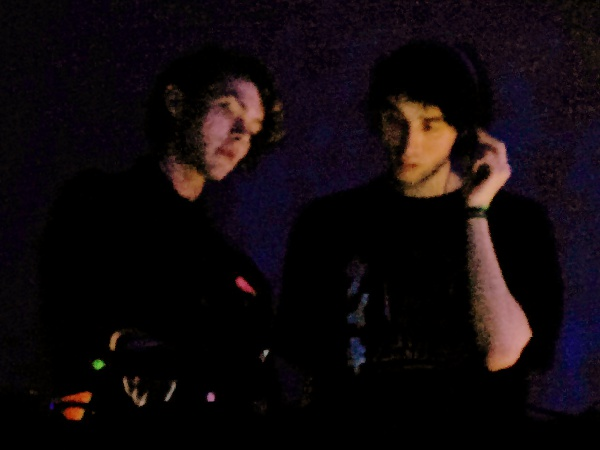
نوازندگان بریتانیایی سوفی (چپ) و ای‌جی کوک (راست) از پیشگامان هایپرپاپ در نظر گرفته می‌شوند.

کامپلکس بیان کرده است که «منشأ هایپرپاپ مانند باغی چیزهایی که در اینترنت درک می‌شوند، درهم و مبهم است» گلن مک‌دونالد، تحلیل‌گر اسپاتیفای اظهار داشت که برای اولین بار این اصطلاح را در مورد لیبل پی‌سی موزیک مستقر در بریتانیا در سال ۲۰۱۴ مشاهده کرد، اما معتقد است که این عنوان تا سال ۲۰۱۸ واجد شرایط یک ریزژانر نامیده شدن نبود. ویل پریچارد نویسنده ایندیپندنت اظهار داشت که «می‌توان [هایپرپاپ] را نه تنها به عنوان بیانی از ژانرهایی که از آن وام گرفته است، بلکه از صحنه‌ای که در اوایل دهه ۲۰۱۰ بریتانیا حول لیبل موسیقی PC ای.جی. کوک (خانه اولیه سوفی و چارلی ایکس‌سی‌ایکس و دیگران) شکل گرفت دید.»

## محبوبیت

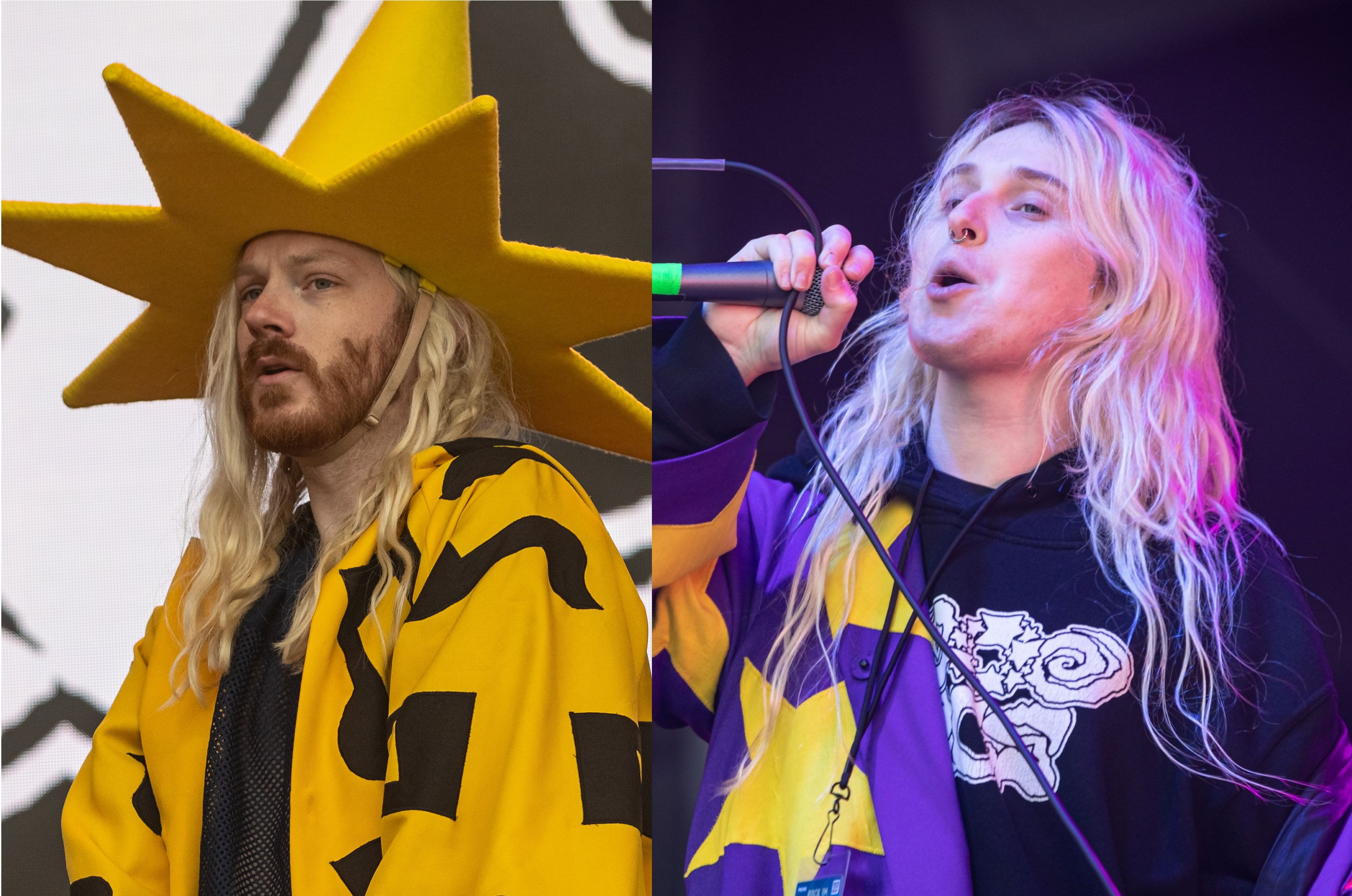
در سال ۲۰۱۹، محبوبیت ۱۰۰ گکز و اولین آلبوم آنها باعث شد که اسپاتیفای به‌طور رسمی یک فهرست‌پخش دائمی هایپرپاپ راه‌اندازی کند.

در ماه مه ۲۰۱۹، گروه هایپرپاپ دوتایی ۱۰۰ گکز اولین آلبوم خود را با نام «۱۰۰۰ گکز» (۲۰۱۹) منتشر کردند که با ثبت میلیون‌ها شنونده در سرویس‌های پخش موسیقی به تثبیت سبک کمک کردند. در کلام نویسندگان پیچفورک آن‌ها هایپرپاپ را «به افراطی‌ترین و جذاب‌ترین و کچی‌ترین نتیجه خود بردند: ضرب‌های ترپیکه به اندازه استادیومی پردازش و تحریف شده‌اند تا تقریباً نابود شوند، آوازهای ایمویی که بیش از حد ساخته شده و آبشاری از آرپژهای رِیوی». به گفته به وایس و د فیس، موج دوم این ژانر در سال ۲۰۱۹ و پس از انتشار ۱۰۰۰ گکز ظهور کرد.
در اوت ۲۰۱۹، اسپاتیفای فهرست‌پخش «هایپرپاپ» خود را راه‌اندازی کرد که این ریزژانر را بیشتر تقویت کرد و شامل ترانه‌هایی از ۱۰۰ گکز و دیگران بود. دیگر هنرمندانی که در فهرست‌پخش حضور داشتند کووک، اسلیتر، گوپی، کارولین پولاچک، هانا دایموند و کیم پتراس بودند. ویرایشگر اسپاتیفای، لیزی سَزبو و همکارانش پس از اینکه مک‌دونالد این اصطلاح را در فراداده وب‌سایتشان ذکر کرد و آن را به عنوان یک ریزژانر طبقه‌بندی کرد، به این نام برای فهرست‌پخش اوت ۲۰۱۹ خود رسیدند.
در سطح بین‌المللی، هایپرپاپ در کشورهای اسپانیایی مانند آرژانتین، شیلی، مکزیک و اسپانیا و به‌ویژه در میان هنرمندان و تهیه‌کنندگان اسپانیایی زبان مشهور شد.
سوالات مربوط به کاهش احتمالی محبوبیت ریزژانر، تأثیرات شرکتی بر آن و معنای نام «هایپرپاپ» از سال ۲۰۲۱ شروع شد. چارلی ایکس‌سی‌ایکس در اوت ۲۰۲۱ توییتی را ارسال کرد که در آن پریس «خدا بیامرزه (به انگلیسی: rip) هایپرپاپ رو؟ بحث کنید». در سال ۲۰۲۲، دازد خاطرنشان کرد که از سال ۲۰۱۹، واژه «هایپرپاپ» به یک عبارت فراگیر برای هر نوع و همه اشکال موسیقی پاپ افراطی تبدیل شده و همچنین گفت که «تقریباً همه کسانی که این برچسب را به موسیقیشان می‌دادند از این اصطلاح ناامید شده‌اند یا به دلیل محدودیت‌های آن عصبانی شده‌اند.» در ژوئن ۲۰۲۳، پی‌سی موزیک اعلام کرد که پس از آن سال، این لیبل موسیقی جدیدی منتشر نخواهد کرد، بلکه آرشیو خواهد شد و معدود نشر مجدد ویژه روی خواهد آورد. در سپتامبر ۲۰۲۳ آندراسکورز، یکی دیگر از تاثیرگذاران مهم این ریزژانر، اظهار داشت که هایپرپاپ «رسماً مرده است».

## ژانرهای مرتبط

### دیجیکور
دیجیکور (به انگلیسی: Digicore) یک ریزژانر مرتبط با هایپرپاپ است. این اصطلاح («دیجی» مخفف «دیجیتال») در اواسط دهه ۲۰۱۰ توسط یک جامعه آنلاین از نوازندگان نوجوان که از طریق دیسکورد ارتباط برقرار می‌کردند، برای متمایز کردن خود از صحنه هایپرپاپ موجود استفاده شد. تفاوت آن با هایپرپاپ عمدتاً به دلیل هویت نژادی هنرمندانش است و درجاتی از تلاقی بین این دو ژانر وجود دارد. هنرمندان هایپرپاپ اغلب از ژانرهای مختلفی مانند ایمو غرب‌میانه، ترنس و دریل شیکاگو الهام می‌گیرند. دیجیکور ریشه در فرهنگ اینترنتی دارد و بسیاری از تولیدکنندگان محبوب این ژانر بین ۱۵ تا ۱۸ سال سن دارند و از پلتفرم‌هایی مانند دیسکورد برای تعامل استفاده می‌کنند. در سال ۲۰۱۸، دالتون (یکی از چهره‌های مرتبط با هنرمندان دیجیکور) یک سرور ماینکرفت و دیسکورد به نام «باشگاه بازنده‌ها» راه‌اندازی کرد که به بهشت تعدادی از محبوب‌ترین هنرمندان دیجیکور مانند Quinn, Glaive,Ericdoa, Funeral, Midwxst و آنجلوس تبدیل شد. این حس اجتماع و همکاری به اصول کلیدی در این ریزژانر تبدیل شده و به افزایش محبوبیت ریزژانر به عنوان یک کل کمک کرده است، به طوری که اکثر افراد جامعه ایده افزایش محبوبیت جمعی به شهرت فردی ترجیح می‌دهند. در سال ۲۰۲۱، آلبوم دیجیکور Frailty اثر Jane Remover در سایت‌های اصلی موسیقی مانند پیچفورک و پیست مورد تحسین قرار گرفت.

### گلیچکور
گلیچکور (به انگلیسی: Glitchcore)، یک ریزژانر مرتبط با هایپرپاپ و دیجیکور است که گاهی به عنوان زیرسبک هر دو سبک شناخته می‌شود. گلیچکور اغلب با صدای گام بلند، ۸۰۸های بُرّان و های-هت‌های مکرر مشخص می‌شود. در مقاله‌ای گفته شده که «گلیچکور همان هایپرپاپ روی استروئیدهاست»، که به آوازهای اغراق‌آمیز، اعوجاج، نویزهای خش‌دار و سایر عناصر پاپ موجود در گلیچکور اشاره دارد. یکی از تعیین‌کننده‌ترین عناصر گلیچکور، الگوهای نقص صوتی است که با تکرار سریع بخشی از یک نمونه صدا ایجاد می‌شود.
استف (به انگلیسی: Stef)، تهیه‌کننده مجموعه محبوب هایپرپاپ و گلیچکور «Helix Tears» اظهار داشت که مطمئناً بین این دو ریزژانر تفاوت وجود دارد و «هایپرپاپ ملودیک‌تر و پاپی‌تر است» در حالی که «گلیچکور غیرقابل توصیف است». مشابه دیجیکور، گلیچکور معمولاً از گروهی از هنرمندان جوانتر نسبت به هنرمندان هایپرپاپ سنتی تشکیل شده است.

### هایپر ماندلائو
هایپر ماندلائو (به انگلیسی: Hyper Mandelão) یا هایپرفانکی نتیجه ادغام زیرشاخه‌ای از فانک کاریوکا و اسلپ هاوس، با هایپرپاپ و تأثیرات موسیقی صنعتی است. هنرمندان اصلی این سبک DJ Mu540، DJ Ramemes و پابلو ویتار هستند.

### داریاکور
داریاکور (به انگلیسی: Dariacore) یا هایپرفلیپ، یک ریزژانر مرتبط با هایپرپاپ است. این سبک توسط جین ریموور پس از آلبوم ۲۰۲۱ داریاکور و دو دنباله آن، «داریوکور ۲: از اینجا وارد شوید، جهنم سمت چپه» و «داریوکور ۳... حداقل فکر کنم اسمش اینه؟». این ریزژانر در سال‌های ۲۰۲۱ و ۲۰۲۲ در ساندکلاود محبوبیت پیدا کرد. ویژگی مشخص داریاکور نمونه‌های سریع و تغییریافته از موسیقی پاپ و سایر رسانه‌های محبوب، آهنگ‌های بریک‌بیت و تأثیرات جرسی کلاب است. این ژانر توسط رافائل هلفند از د فیدر به عنوان «یک ژانر به خودی خود کامل، که احمقانه‌ترین تمایلات هایپرپاپ را به نتایج منطقی خود می‌رساند» توصیف شد.

### کراشکلاب
کراشکلاب (به انگلیسی: Krushclub) یک ریزژانر از موسیقی زیرزمینی است که در اواسط دهه ۲۰۲۰ توجه کاربران تیک‌تاک را به خود جلب کرد. این ریزژانر تلفیقی از چندین سبک موسیقی متمایز از جمله موسیقی رقص الکترونیک و جرسی کلاب است و ویژگی ان ترکیب عناصری از موسیقی هاوس، تکنو، یورودنس و الکتروپاپ است.
نوازندگانی مانند Lumi Athena، اودتاری cade clair, asteria، بریتنی منسون، 9lives, Ayesha Erotica, removeface, jnhygs, kyszenn، و kets4eki به لطف وب‌سایت‌هایی مانند ساندکلاود و تیک‌تاک موفقیت‌های خوبی کسب کردند.